# Christian Blumberg

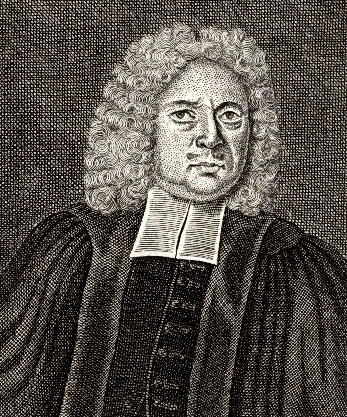
Christian Blumberg

Christian Gotthelf Blumberg (* 24. Februar 1664 in Obhausen; † 8. Januar 1735 in Zwickau) war ein lutherischer Theologe.
Blumberg studierte an den Universitäten Leipzig und Jena Theologie und finanzierte sich dieses überwiegend aus seinen Anstellungen als Hofmeister.
Im Zuge der politischen Ereignisse des Pfälzischen Erbfolgekriegs wurde Blumberg 1689 für einige Zeit Feldprediger. 1691 avancierte er zum Pastor des Kirchsprengels Bernsbach im Kurfürstentum Sachsen und drei Jahre später holte man ihn als Diakon nach Chemnitz.
Am 6. Oktober 1698 promovierte Blumberg an der Universität Wittenberg zum Dr. theol. und wurde noch im selben Jahr Stadtpfarrer von Radeberg. Zwei Jahre später wurde Blumberg zum Superintendenten befördert und als solcher nach Zwickau versetzt; dieses Amt hatte er bis an sein Lebensende inne. Dort starb Blumberg kurz vor seinem 71. Geburtstag am 8. Januar 1735.

## Werke (Auswahl)
- Confutatio orthodoxa hypotheseos majaoristicae. 1701
- Deliciae Cygneae, das ist Geistliche Schwanen-Lust. Friedrich & Büschel, Zwickau 1710
- Geistliche Himmelsleiter, das ist Geistreiche Gedanken. Stössel, Chemnitz 1700.
- Geistliches Gesang-Buch, darinnen ein reicher Vorrath derer auserlesensten Lieder. Stössel, Chemnitz 1710.